# أحمد الشهاوي
أحمد الشهاوي، شاعر وكاتب مصري من مواليد 1960. له دواين شعرية عديدة وإصدارات في أدب العشق فلسفة الدين. تُرجمت بعض أعماله إلى لغات عديدة منها الإنجليزية، والهولندية، والفرنسية، والإسبانية، والتركية، وغيرهم.

## حياته الشخصية
ولد أحمد الشهاوي في شمال مصر تحديدا في محافظة دمياط بتاريخ 12 من نوفمبر 1960. عاش في مدينته لمدة خمس سنوات قبل أن ينتقل إلى قرية «كفر المياسرة» مع أسرته للعيش فيها حيث أتم دراسته الابتدائية هناك. ثم انتقل إلى «الزرقا» وأكمل دراسته الاعدادي والثانوية. وبعدها درس في جامعة المنصورة في دمياط في كلية التربية، في قسم الرياضيات لمدة عام واحد فقط قبل أن ينتقل إلى قسم الصحافة في كلية الآداب بسوهاج في جامعة أسيوط وتخرج فيها عام 1983.

## سيرته المهنية
بدأ حب الشهاوي للشعر والكتابة منذ الصغر حيث كان يكتب الشعر العمودي التقليدي منذ أن كان في المدرسة. وفي فترة دراسته الجامعية، شارك في قسم الصحافة في تأسيس جريدة «صوت سوهاج» التي يحررها طلبة قسم الصحافة في جامعة أسيوط وكان وقتها هو رئيس القسم الثقافي. وفي أبريل عام 1984، التحق الشهاوي بالجيش المصري لأداء خدمته العسكرية. وبعدها بعام، عمل في جريدة الأهرام في قسم الأخبار قبل أن يتولى مهام سكرتير تحرير مجلة «نصف الدنيا» الأسبوعية التي ساهم في تأسيسها والتي تصدر عن مؤسسة الأهرام في عام 1990. وثم تولى منصب رئيس التحرير للمجلة في عام 2000 وبعدها أصبح مديرا للتحرير.
أصدر الشهاوي ديوانه الشعري الأول بعنوان «ركعتان للعشق» في عام 1988 ثم كتابه الثاني «الأحاديث (السفر الأول)» في عام 1991. وبسبب نشأته في بيت أزهري صوفيي وتأثره بثقافة الإنشاد الصوفي وخصوصا بالطريقة الصوفية الشاذلية، فإن معظم أشعاره يغلب عليها الطابع الغنائي ويظهر هذا بوضوح في ديوانه الشعري«كتاب الموت».
كما شارك الشهاوي في عام 1991 ببرنامج الكتاب الدوليين (International Writing Program) في الولايات المتحدة الأمريكية لمدة ثلاثة أشهر، وبعدها بثلاث سنوات، حصل على دبلوم خاص في الثقافة والعلوم من المركز الأيوني في اليونان (Ionic Center). وهو عضو لجنة الشعر بالمجلس الأعلى للثقافة في القاهرة منذ عام 2001 وحتى 2006. شارك الشهاوي في برنامج مؤسسة جيراسي الإبداعية في سان فرانسيسكو، كاليفورنيا. وفي عام 2018، رشحت مجموعته الشعرية «لا أراني» ضمن القائمة الطويلة لجائزة الشيخ زايد للكتاب فرع الآداب.
وقد تُرجمت أعماله الأدبية إلى لغات عديدة منها الإسبانية، والتركية، والفرنسية، والرومانية. كما أن مهرجان الشعر العالمي «روتردام» أصدر بعضا من كتبه باللغتين الإنجليزية والهولندية في عام 2004. وخلال السنوات الماضية، أجريت دراسات عديدة وأطروحات ماجستير ودكتوراه حول أحمد الشهاوي وأساليبه والظاهرة الصوفية في أشعاره، ودراسات حول أساليب وتقنيات ترجمة أعماله الشعرية إلى لغات مختلفة.

## أعماله

### دواوين شعرية
- ركعتان للعشق، دار ألف للنشر، 1988
- الأحاديث (السفر الأول)، الهيئة المصرية العامة للكتاب، 1991
- الأحاديث (السفر الثاني)، الهيئة المصرية العامة للكتاب، 1994
- كتاب الموت، الدار المصرية اللبنانية، 1997
- قل هي، الدار المصرية اللبنانية، 2000
- لسان النار، الدار المصرية اللبنانية، 2005
- باب واحد ومنازل، الدار المصرية اللبنانية، 2009
- أسوق الغمام، كتاب أخبار اليوم - القاهرة، 2010
- سماء بإسمي، الدار المصرية اللبنانية، 2013
- لا أراني، الدار المصرية اللبنانية، 2018
- ما أنا فيه، الدار المصرية اللبنانية، 2020
- أنا خطأ النحاة، دار خطوط وظلال للنشر والتوزيع، 2020

### أدب العشق
- كتاب العشق، دار سعاد الصباح، 1992
- أحوال العاشق، الدار المصرية اللبنانية، 1996
- الوصايا في عشق النساء (الكتاب الأول)، الدار المصرية اللبنانية، 2010
- الوصايا في عشق النساء (الكتاب الثاني)، المكتب المصري للمطبوعات، 2006
- أنا من أهوى.. 600 طريق إلى العشق، الدار المصرية اللبنانية، 2016
- كن عاشقا، الدار المصرية اللبنانية، 2019

### فلسفة الدين
- نواب الله، الدار المصرية اللبنانية، 2016
- عدماء الدين، الدار المصرية اللبنانية، 2020

### روايات
حجاب الساحر، الدار المصرية اللبنانية، 2022.

## ترجمات لأعماله
- «مياه في الأصابع» باللغة الإسبانية Angua En Los Dedos، ترجمة ميلاجروس نوين، المعهد المصري للدراسات الإسلامية في مدريد، 2002.
- «مشيت في أحرفك رزاعا» باللغة التركية Harflerind Yuru Dum Zamanimi Ekerek، ترجمة متين فندقجي، دار Artshop في تركيا، 2010
- «لا أحد يفكر في اسمي» باللغة الإسبانية Nadie Pinesa en mi mombre، ترجمة محمد أبو عطا، 2011
- «باب واحد ومنازل» باللغة الفرنسية Une Seule Porte et Des Demeures، ترجمة محمد مليود غرافي، 2013
- «لسان النار» باللغة التركية Atesin Dili، ترجمة متين فندقجي، دار النشر Artshop، 2013
- «سماء باسمي» باللغة التركية Benim Adima Bir Gokyuzu، ترجمة محمد حقي صوتشين، 2013
- «سماء بإسمي» باللغة الإسبانية Un Cielo Con Mi Nombre، ترجمة عبير عبد الحافظ، 2014
- «كل شيء يبدأ من وردتك» باللغة الرومانية Ogni Cosa Comincia Dalla، 2019.

## دراسات ومقالات حوله
بعض المقالات والدراسات حول أحمد الشهاوي:
- إبراهمي أغلان: أحاديث العشق والموت والحضرة، جريدة الرياض، 1996.
- إبراهيم شتا: «كتاب الموت» لأحمد الشهاوي.. الحياة في أقنعة الموت، جريدة «أخبار الأدب»، 1997
- جمال الغيطاني: كلمة غلاف "الأحاديث (السفر الأول)، 1991
- خالد الأنشاطصي: خطوة باتجاه الحياة في «كتاب الموت».
- خالد زغريت: جماليات انكشاف حواس النص عند الشاعر أحمد الشهاوي، 1999
- عبد العزيز مسهولي: "الأحاديث (السفر الثاني) لأحمد الشهاوي دلالات وجودية في الفضاء الصوفي (1) توحد المرأة - القصيدة بالشاعر وتحول اللغة مادة للعشق (2)، 1994
- مي التلمساني: «كتاب الموت» يجمع العالم في واحد، 1997